# Go-go dancing
Pour les articles homonymes, voir Gogo.

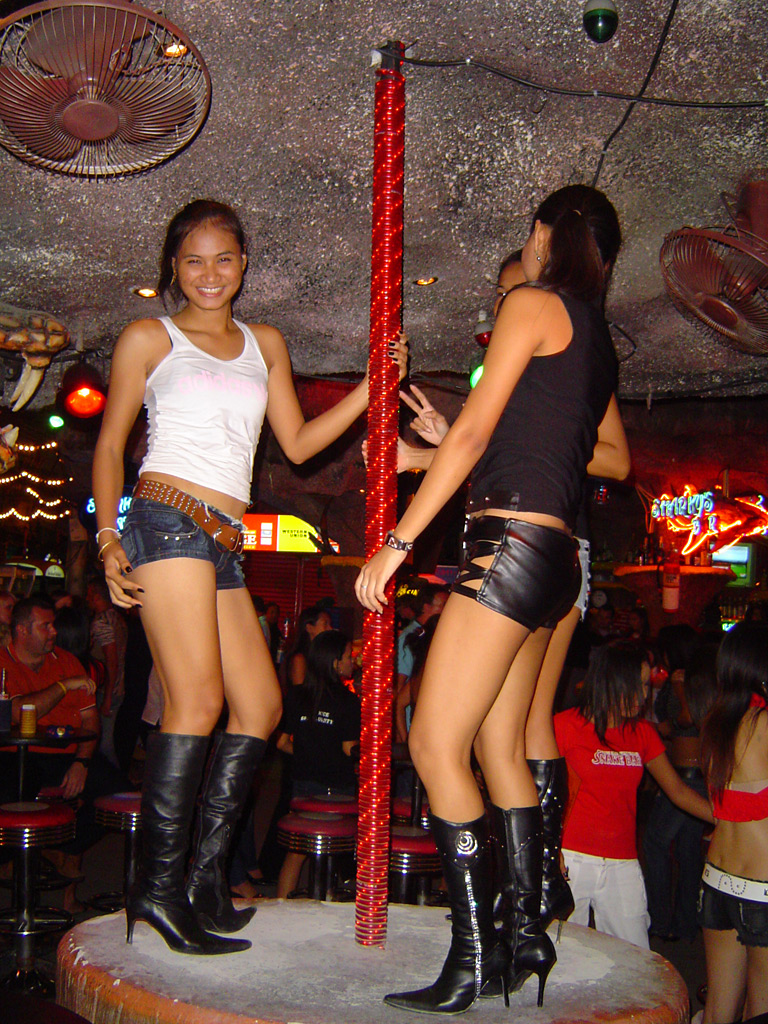
Des go-go dancers en Thaïlande dans les années 2000.

Le go-go dancing, ou gogo dancing sous sa forme moderne, est une forme de danse érotique avec des danseurs ou danseuses en tenue souvent très légère.
Les go-go dancers se produisent généralement sur les scènes de cabarets érotiques, peep shows, bars ou discothèques. Ils dansent le plus souvent sur des plateformes, des cubes ou en cage au-dessus du public. La fonction première d'une gogo-danseuse est d'entraîner, d'animer et de faire bouger le dance floor (« piste de danse »). La panoplie traditionnelle d'une go-go danseuse comprend un slip moulant, de l'huile de massage et des bottes en cuir surpiquées (les go-go boots).

## Étymologie
L’Oxford English Dictionary donne comme étymologie au nom le nom « go » qui signifie en anglais « l'énergie, la vigueur ».[réf. nécessaire]
Une autre théorie affirme qu’il dérive du nom de la célèbre discothèque californienne Whisky A Go-Go, première discothèque à exhiber des danseurs dans des cages, enseigne provenant lui-même d’une discothèque parisienne du même nom, « à gogo » signifiant dans notre langue « en abondance », provenant de l'ancien français « gogue » (réjouissance). À noter qu'en français un « gogo » signifie aussi « Homme crédule et niais, facile à tromper » (Petit Robert) en référence au nom d'un personnage de « Robert Macaire », comédie de Frédérick Lemaître.
La pratique de danse sur table ou en hauteur est une pratique festive commune à beaucoup de cultures, qui va de la personne ivre qui monte sur la table pour impressionner par ses blagues paillardes à la danseuse orientale de façon plus érotique.
En Thaïlande, aux Philippines et dans d'autres pays asiatiques, les bars à go-gos sous leur forme érotique accueillent beaucoup de touristes sexuels, la plupart des danseuses et certaines serveuses étant aussi escortes avec la clientèle le désirant.

## Historique
Les premières go-go girls sont apparues dans les boites de nuits américaines, telles que le « Whisky-A-Go-Go » à Hollywood mais ont surtout été popularisées par les émissions musicales britanniques télévisées dans les années 1960.

### Le go-go dancing dans les années 1960

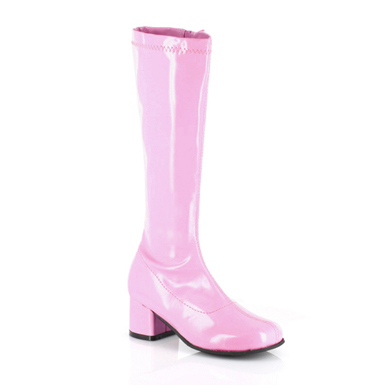
Go-go boot.

Le Whisky A Go-Go, club américain mythique situé sur le Sunset Strip à West Hollywood dans la région de Los Angeles, a été le premier club connu pour avoir des cages (à go-go) suspendues au plafond dans lesquelles dansaient les go-go girls qui y ont été embauchées régulièrement à partir de juillet 1965, afin de divertir les foules.
Les vêtements des danseuses consistaient généralement en une robe ou un bikini à franges, ce qui accentuait les mouvements et renvoyait l’énergie des danseuses vers le public pour les encourager à danser. Le style de l'époque étant associé au couturier français André Courrèges, les minijupes ou minirobes étaient la tenue de base pour les filles. Elles portaient également des « go-go boots », bottines blanches à talon plat ou carré le plus souvent à la cheville ou au genou. D'autres dansaient en escarpins à petits talons aiguilles.
Des pas de danses ont même été popularisés par les go-go girls : le Twist, le Monkey, le Watusi, le Hully Gully, le Hitch Hike, etc.

### À la télévision
- Hullabaloo (en) est une émission de variétés musicales diffusée sur NBC du 12 janvier 1965 au 29 août 1966. Les danseurs, quatre hommes et six femmes, apparaissaient régulièrement pendant que les artistes se produisaient. Leurs danses étaient toutes chorégraphiées. Lada Edmund Jr., danseuse, mannequin et actrice a été connue comme « la danseuse dans la cage à go-go » dans cette émission, où elle apparaissait pendant le segment de fin de celle-ci intitulé « Hullabaloo A-Go-Go ».
- D'autres émissions TV telles que Shindig! (en) sur la chaîne ABC mettaient en vedette des go-go danseuses dans des cages. Ces cages étaient parfois faites de plastique clair avec des lumières à l'intérieur, et quelquefois ces lumières étaient synchronisées avec la musique.
- Shivaree (en), une autre émission musicale, présentait ses go-go danseurs sur des échafaudages et sur une plate-forme placée derrière le groupe qui jouait.

Chacune de ces émissions avait une méthode particulière pour amener les danseurs à go-go, à un moment ou à un autre, vers la caméra.
La tradition des go-go danseurs dans les émissions musicales continue dans le monde entier, ainsi que plus particulièrement pendant les festivals de musiques rock années 1960 et Garage rock principalement.

### Au cinéma
La période cinématographique des années soixante a également beaucoup utilisé les go-go girls.
- Un film, notamment, du réalisateur de films de série B Russ Meyer en a fait le point de départ du film culte : Faster, Pussycat! Kill! Kill! (1965). Les héroïnes étant des danseuses go-go.
- Girl in Gold Boots (1968) de Ted V. Mikels base son intrigue sur les dessous du monde du go-go dancing.

### À partir des années 1970

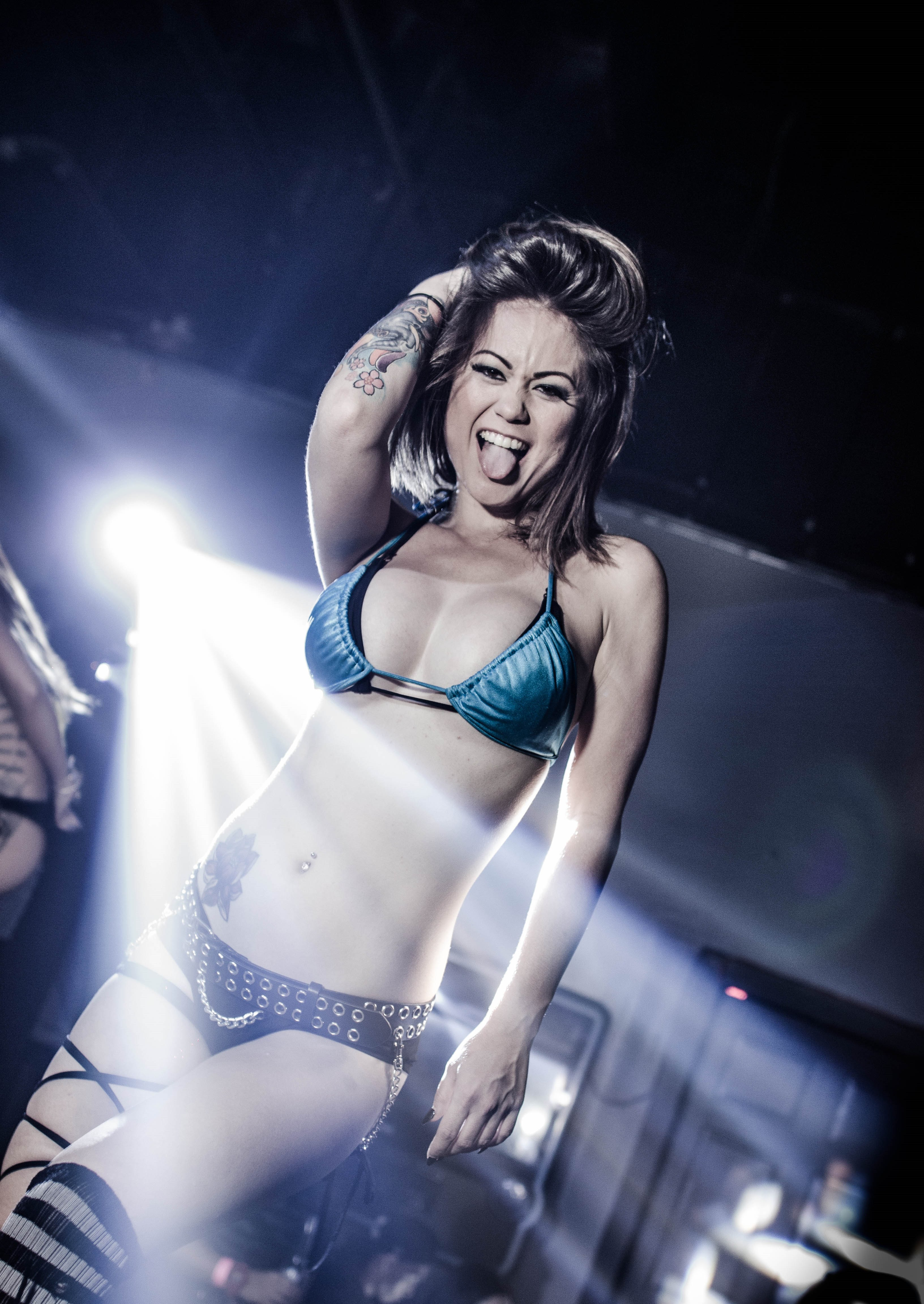
La go-go danseuse Cherry Lei en 2014.

À partir des années 1970, des troupes de go-go danseurs se sont créées, et plus couramment au Royaume-Uni et aux États-Unis depuis la fin des années 1990.[réf. nécessaire]
Les plus connues sont en Angleterre les « Actionettes » (troupe de filles) et leur pendant les « Action Men » (uniquement des garçons) ; aux États-Unis les « Pontani Sisters », connues pour leurs apparitions dans des clips vidéos pour des groupes de musique et leurs tutoriels sur YouTube. Pour les Action Men, ce fut lors d'un voyage à Las Vegas que Steven Todd et Miss Todd eurent l'idée respectivement leur groupe de danse. Les Actionettes sont cependant mises en sommeil courant 2019, tandis que les garçons font régulièrement des shows à Londres, voire en Irlande en septembre 2019. Lors de leur tournée en Irlande, ils seront aidés par Dakota et Patrick afin de leur trouver de nouveaux contrats.[réf. nécessaire]
Il existe des danseuses « solo » qui se sont fait un nom en sillonnant les festivals annuels de musiques en Europe (Le Beat Bespoké, le Soundflat Records Ballroom Bash, le Wild Week-end, le Frat Shack, le Blast Off festival) ; les plus connues s'appellent Linda GoGo (États-Unis), Nocturna (Espagne), Trixie Malicious (Canada), Mimi de Montmartre (France), Célia Exotica (France).[réf. nécessaire]
Les plus connues en France sont Shanna Kress, Gaelle Emma, Cynthia Offishal, Laurence Hamilton de L'Île de la tentation et Katrina Lesnik.[réf. nécessaire]
En 2013 en Russie, les candidats du parti Pouvoir civil à la députation étaient quatre filles go-go danseuses,.

### Dans les clubs gays

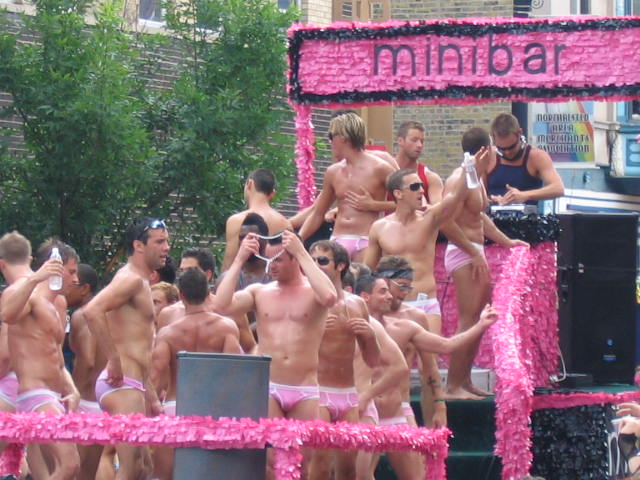
Des go-go boys à la 2008.

## Go-go dancers notables
- Lady Gaga[5], devenue chanteuse
- Pedro Winter[5], devenu disc-jokey
- Katsuni[5], devenue actrice pornographique
- Cynthia Offishal, devenue body piercer & mannequin Tattoo international
- Jenna Mourey, devenue youtubeuse
- Stoya, devenue actrice pornographique